# Shikamaru Nara
Shikamaru Nara (奈良　シカマル Nara Shikamaru) er en karakter fra anime- og Mangaserien Naruto af Mashashi Kishimoto. I både filmen og bøgerne er han fremstillet som en doven ninja, der synes alt er besværligt, men han er uhyre intelligent og består ved den første chunin eksame – selvom han taber sin kamp. Han er medlem af Hold 10, der består af Choji Akimichi, Ino Yamanaka, og holdkaptajnen Asuma Sarutobi.

## Tilblivelse og koncept
Navnet på trioen "Ino-Shika-Cho", altså navnene på personerne på holdet er fra kortspilet hanafuda, hvor "Ino" betyder "vildsvin", "Shika" betyder "hjort" og "Cho" betyder "sommerfugl". I serien opdrætter Shikamarus familie hjorte, og hans familienavn, "Nara", er navnet på en park i Japan, der er berømt for sine fritgående hjorte.
Masashi Kishimoto har udtalt, at han synes om Shikamarus rolige væremåde og det, at være et geni, er gode kontraster. F.eks. er Sasuke intelligent, men han har en ubehagelig personlighed. Kishimoto ville give Shikamaru noget specielt og tegnede ham med en vest, som mange andre i serien også bærer. Derfor fik han hans pandebånd på armen, så den ikke dækkede for hans hår.

## Karakterprofil

### Personlighed
Shikamaru er en ekstremt uentusiastisk person, og han prøver så vidt muligt, at leve livet med så få udfordringer så muligt. I hans fritid tager han sig en lur, ser på skyer eller spiller et strategispil, Shogi eller go. Når han bliver sat i stressede situationer, hvor han skal yde ekstra, forsøger han at finde en måde at undgå det, som da han opgiver en kamp eller foregiver sig for at være stærkt optaget. De gange hvor han ikke kan undgå situationerne har Shikamaru nogle få kendesætninger, som "hvor trælst" og "hvor nederen". Et andet kendetegn ved hans manglende entusiasme er hans modvilje mod dominerende kvinder, som han beskriver "besværlige". Stik imod hans foragt for dette, har han udtryk interesse i, at få en familie med en dreng og en pige.
I kontrast til hans sløve tendenser er Shikamaru ekstremt intelligent; han lærer, Asuma Sarutobi, fastslår Shikamarus IQ til at være over 200. Shikamaru arbejder godt sammen med hans holdkammerater, Choji Akimichi og Ino Yamanaka og trioens forældre var på det samme hold i deres ungdom. Blandt holdkammeraterne er Shikamaru tættest knyttet til Choji, som gengælder Shikamarus tillid med ubestridt loyalitet. Shikamaru har også et stærkt bånd til Asuma, da han ofte bruger tid på at spille strategispil med ham. Efter Asumas død sværger han er beskytte Kurenai Yuhi, som er gravid med Asumas barn.

### Evner
Shikamarus evner er baseret på Skygge Imitations Teknik (影真似の術 Kagemane no Jutsu), der er kendetegn ved hans klan. Når han bruger den manipulerer han med sin skygge – strækker eller vrider den efter ønsker. Hvis han blænder hans skygge med hans modstanders skygge, vil modstanderen blive paralyseret og tvinges til at gengive Shikamarus bevægelser. Som serien skrider frem lærere han nye måder at bruge sin skyggemanipulation på. Nær slutningen af først del lærer Shikamarus far ham, hvordan han kan kvæle sin modstander med skyggen. I del 2 er han i stand til at bruge mange flere skyggebaserede teknikker og han kan løfte sin skygge fra jorden og frit bevæge den i luften for at nå et objekt; f.eks. kan han fastholde personer men hans skygge pile eller kaste våben efter dem med skyggen. Sammen med sin skyggeteknik bruger han også hans forbløffende intelligens i kamp, hvor han beregner alle situation og analyserer alle strategier der kan bruges. Ved at gøre det kan han planlægge 10 skridt foran sin modstander ud af de mange hundrede han har til rådighed.

## Plot overblik
Shikamaru dukker først rigtigt på i serien ved Chunin eksamen, det første år han overhovedet kan deltage. Han møder doven op da han skal kæmpe en af de sidste runder mod Sunagakure ninjaen Temari som han slår, men han giver op, da han ikke gider gøre den færdig. Selvom han taber bliver han forfremmet til Chunin, da tilskuerne var yderst begejstret for hans intelligens i demonstrationen mod Temari. Som Chunin er Shikamaru udpeget til at lede hans hold for at undgå Sasuke Uchiha i at tilslutte sig byen Otogakure der ledes af seriens onde person, Orochimaru. Selvom Shikamarus hold besejre Otogakure ninjaerne slipper Sasuke alligevel væk.
I 2. del er Shiakamru sat på opgaven at finde to kriminelle fra organisationen Akatsuki. Da de endelig finder dem dræber Akatsuki medlemet Hidan Asuma på trods af Shikamarus bedste evner. Efter Asumas begravelse sætter Shikamaru, Hold 10 og Kakashi jagten ind på Akatsuki medlemmerne for at hævne deres sensei. Da de møder dem med Hidans partner, Kakuzu, besejre Shikamaru Hidan selv.